# Gharo
Gharo (en ourdou : گھارو) est une ville pakistanaise, la troisième plus grande du district de Thatta, dans le sud de la province du Sind. Elle est située à 70 kilomètres à l'est de Karachi, la plus grande ville du pays.
La population de la ville a été multipliée par plus de cinq entre 1981 et 2017, passant de 6 834 habitants à 36 426. Entre 1998 et 2017, la croissance annuelle moyenne s'affiche à 4,2 %, largement supérieure à la moyenne nationale de 2,4 %. Selon le recensement de 2023, la population de la ville monte à 40 220 habitants.
|            | 1972 (rec.) | 1981 (rec.) | 1998 (rec.) | 2017 (rec.) | 2023 (rec.) |
| ---------- | ----------- | ----------- | ----------- | ----------- | ----------- |
| Population | 14 589      | 6 834       | 16 541      | 36 426      | 40 220      |

On trouve à proximité de la ville un parc solaire et un champ d'éoliennes, alors que celle-ci est située dans une zone désertique et à proximité de la mer d'Arabie. 